# Mahesh Bhupathi
Mahesh Shrinivas Bhupathi (Chennai, 7. lipnja 1974.) je indijski profesionalni tenisač naširoko poznat kao jedan od najboljih igrača u parovima u svijetu, s 11 (4 u muškoj konkurenciji i 7 u mješovitim parovima) osvojenih Grand Slam naslova. 1997. postao je prvi Indijac koji je osvojio Grand Slam turnir. Pobjedom na Australian Openu u mješovitim parovima 2006., pridružio se elitnoj skupini od osam tenisača koji su postigli u karijeri Grand Slam u mješovitim parovima.
Godine 1999., Bhupathi je osvojio tri naslova uključujući Roland Garros i Wimbledon, igrajući u paru sa sunarodnjakom Leanderom Paesom. On i Leander su postali prvi parovi koji su uspjeli doći do finala na sva četiri Grand Slama, prvi put otkako je započela Open era i prvi put od 1952. Dana 26. travnja te godine, postali su svjetski br. 1. 

## Vanjska poveznica
- Profil na ATP-u